# کول هاملز
کول هاملز (انگلیسی: Cole Hamels؛ زادهٔ ۲۷ دسامبر ۱۹۸۳) یک بازیکن بیس‌بال اهل ایالات متحده آمریکا است.
از باشگاه‌هایی که در آن بازی کرده‌است می‌توان به تگزاس رنجرز اشاره کرد.